# Aquafina
Ne doit pas être confondu avec Aquafadas.

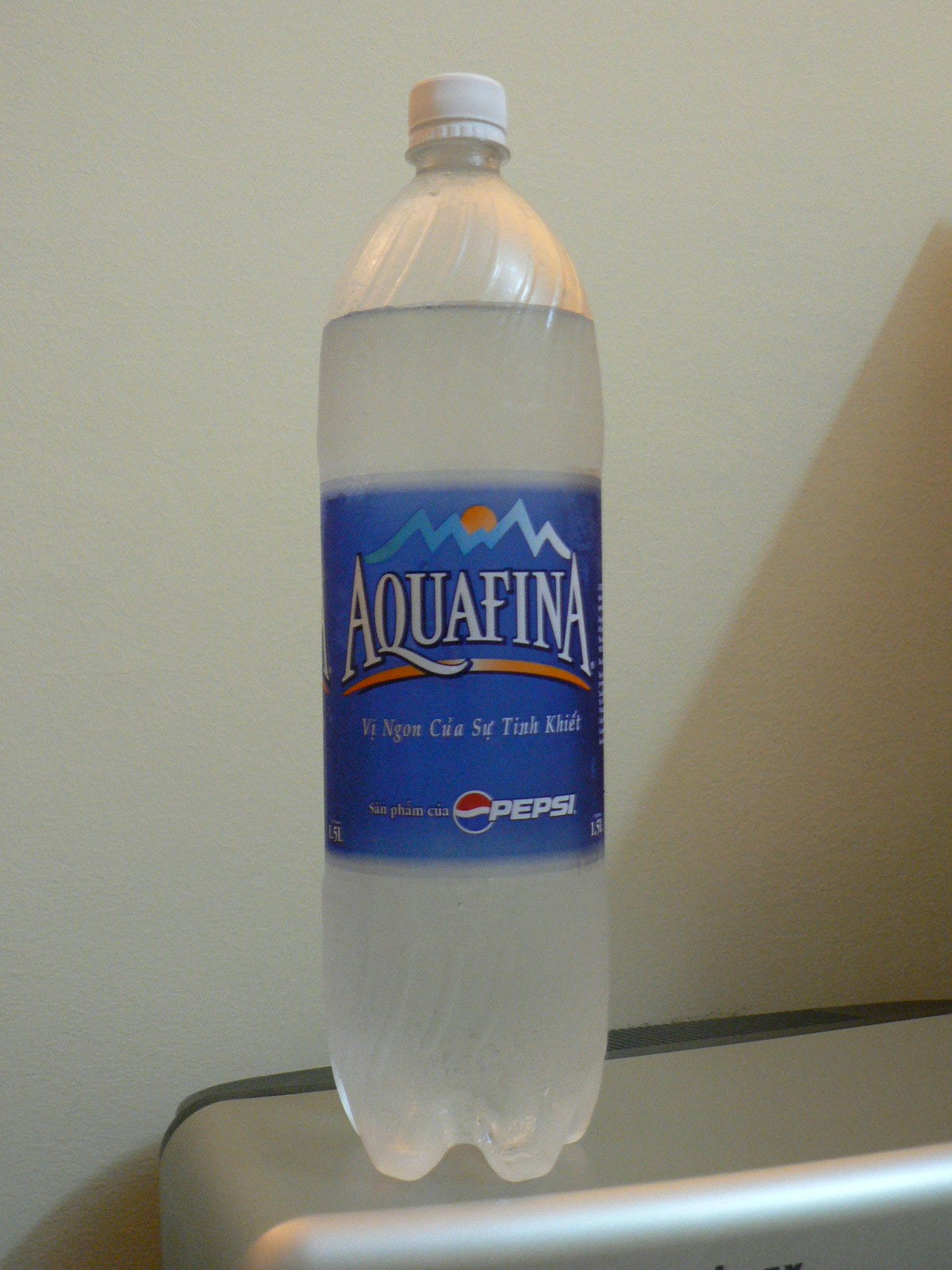
Bouteille Aquafina

Aquafina est une marque d'eau embouteillée (et non pas minérale) lancée par le groupe PepsiCo (celui qui détient, entre autres, des marques comme Pepsi Cola ou Tropicana), en Inde et d'autres pays. Aquafina a aussi créé l'eau à saveur comme à la framboise ou aux raisins.
Son producteur a reconnu que les bouteilles sont remplies avec de l'eau du robinet provenant de sources publiques,.